# Anselmo de la Portilla
Anselmo de la Portilla Rodríguez (n. Sobremazas, Santander, España; 1816 - México, D. F.; 1879) fue un escritor y periodista de España.

## Semblanza biográfica
Estudió en el colegio de Santa María en Medio Cudeyo y en Burgos, de donde se trasladó en 1840 a México para probar fortuna con el comercio, y colaboró con diversos periódicos tales como La Voz de la Religión y El Espectador de México, publicando poemas y artículos de índole política y literaria. Uno de sus objetivos era promover las ideas liberales.
En 1850 fundó el periódico El Español para fomentar los lazos entre México y España, deteriorados por aquella época por la visión que se tenía desde el nuevo continente. Del mismo tono era otro periódico que fundó llamado El Eco de España.
Se mudó a Nueva York en 1858 y allí fundó el periódico El Occidente, pensando que sus ideas tendrían más arraigo en Estados Unidos. De allí marchó a Cuba, donde dirigió El Diario de la Marina.
En 1861 durante el auge del conflicto con Benito Juárez regresó a Veracruz justo antes del ataque europeo y consiguió convencer a Juan Prim de que no intervenir con los franceses, además publicó varios artículos en el periódico El Eco de Europa abogando por la solución pacífica.
Se ganó el respeto de los conservadores mexicanos y dirigió El Diario del Imperio y La Iberia. Ingresó como numerario a la Academia Mexicana de la Lengua el 28 de enero de 1878 ocupando la silla I (2º).
Fue un escritor alabado tanto por sus textos políticos como sus poesías. Vicente Riva Palacio le dedicó un poema.

## Obras
- Historia de la revolución de México contra la dictadura de Santa-Anna. 1856
- México en 1856 y 1857. Gobierno del general Comonfort. 1858
- Virginia Stewart, la cortesana. 1864
- Cartilla de geografía para los niños. 1865
- España en México. Cuestiones históricas y sociales. 1871
- Himno a la Santa Providencia
- Poema Magdalena